# Piagapo
Piagapo (Bayan ng Piagapo) är en kommun i Filippinerna. Kommunen ligger på ön Mindanao, och tillhör provinsen Lanao del Sur. Folkmängden uppgår till 23 903 invånare.

## Barangayer
Piagapo är indelat i 37 barangayer.
| - Aposong - Bagoaingud - Bangco (Pob.) - Bansayan - Basak - Bobo - Bubong Tawa-an - Bubonga Mamaanun - Bualan - Bubong Ilian - Gacap - Katumbacan - Ilian Poblacion | - Kalanganan - Lininding - Lumbaca Mamaan - Mamaanun - Mentring - Olango - Palacat - Palao - Paling - Pantaon - Pantar - Paridi | - Pindolonan - Radapan - Radapan Poblacion - Sapingit - Talao - Tambo - Tapocan - Taporug - Tawaan - Udalo - Rantian - Ilian |